# Chrysopetalum elongatum
Chrysopetalum elongatum är en ringmaskart som först beskrevs av Grube 1856.  Chrysopetalum elongatum ingår i släktet Chrysopetalum och familjen Chrysopetalidae. Inga underarter finns listade i Catalogue of Life.